# Takuya Yamada
Takuya Yamada (山田 卓也 Yamada Takuya?,  nacido el 24 de agosto de 1974 en Setagaya, Tokio) es un exfutbolista japonés que se desempeñaba como defensa.
Yamada jugó 4 veces para la selección de fútbol de Japón entre 2003 y 2004. Yamada fue elegido para integrar la selección nacional de Japón para los Copa Asiática 2004.

## Trayectoria

### Clubes
| Club              | País           | Año         |
| ----------------- | -------------- | ----------- |
| Tokyo Verdy       | Japón          | 1997 - 2005 |
| Cerezo Osaka      | Japón          | 2006        |
| Yokohama FC       | Japón          | 2007 - 2008 |
| Sagan Tosu        | Japón          | 2009        |
| Tampa Bay Rowdies | Estados Unidos | 2010 - 2014 |
| FC Imabari        | Japón          | 2015        |
| Nara Club         | Japón          | 2016        |
| FC Imabari        | Japón          | 2017        |

### Selección nacional
| Selección | País  | Año         |
| --------- | ----- | ----------- |
| Absoluta  | Japón | 2003 - 2004 |

## Estadística de equipo nacional
| Selección de Japón | Selección de Japón | Selección de Japón |
| Año                | Part.              | Goles              |
| ------------------ | ------------------ | ------------------ |
| 2003               | 1                  | 0                  |
| 2004               | 3                  | 0                  |
| Total              | 4                  | 0                  |

## Palmarés

### Títulos nacionales
| Título             | Club        | País  | Año  |
| ------------------ | ----------- | ----- | ---- |
| Copa del Emperador | Tokyo Verdy | Japón | 2004 |